# Jonathan Crombie
Jonathan David Crombie (ur. 12 października 1966 w Toronto, zm. 15 kwietnia 2015 w Nowym Jorku) – kanadyjski aktor telewizyjny, teatralny i filmowy. Wystąpił w roli Gilberta Blythe’a w filmie telewizyjnym CBC/Radio-Canada Ania z Zielonego Wzgórza (Anne of Green Gables, 1985) i dwóch sequelach.

## Wczesne lata
Urodził się w Toronto w Ontario jako syn Shirley Anne (Bowden) i Davida Edwarda Crombie’a, byłego burmistrza Toronto (1972-78) i ministra (1978–88). Był najmłodszym z trójki rodzeństwa, miał dwie starsze siostry - Robin i Carrie. Nigdy nie wykazywał szczególnej skłonności do aktorstwa, dopóki w Lawrence Park Collegiate Institute nie odkryła go agentka castingu Diane Polley, matka Sarah Polley, podczas występu w przedstawieniu Czarnoksiężnik z Krainy Oz. 

## Kariera
Był statystą w końcowej scenie audytorium w dramacie sensacyjnym Marka L. Lestera Klasa 1984 (Class of 1984, 1982) z udziałem Perry’ego Kinga, Roddy’ego McDowalla i Michaela J. Foxa. W wieku 17 lat dostał rolę Gilberta Blythe’a w ekranizacji powieści Lucy Maud Montgomery Ani z Zielonego Wzgórza w reżyserii Kevina Sullivana i jej dwóch kontynuacjach - Ania z Zielonego Wzgórza: Dalsze dzieje (1987) i Ania z Zielonego Wzgórza: Dalsze dzieje (2000), co natychmiast przyniosło mu międzynarodowe uznanie. Jego głównym rywalem do tej roli był Jason Priestley. To był dopiero początek kariery, która obejmowała produkcje telewizyjne, filmowe, teatralne i broadwayowskie.
W 1995 ukończył Victoria College przy Uniwersytecie w Toronto. 
Wielokrotnie występował na Stratford Festival Theatre. Cztery sezony spędził na festiwalu szekspirowskim w Stratford w Ontario, występując w spektaklach: Komedia omyłek, Hamlet, Jak wam się podoba, Poskromienie złośnicy i Romeo i Julia jako Romeo. W 1997 został nominowany do Dora Mavor Moore Award za rolę w sztuce Toma Stopparda Arcadia, wystawianej przez Canadian Stage Company. 

## Śmierć
Zmarł 15 kwietnia 2015 w wieku 48 lat w Nowym Jorku w wyniku krwotoku śródmózgowego.

## Filmografia

### Filmy
- 1982: Klasa 1984 (Class of 1984) jako statysta w końcowej scenie audytorium
- 1985: Ania z Zielonego Wzgórza (TV) jako Gilbert Blythe
- 1986: Kamienny wyrok (A Judgment in Stone) jako Bobby Coversdale
- 1987: Ania z Zielonego Wzgórza: Dalsze dzieje jako Gilbert Blythe
- 1989: Przed sklepem jubilera jako Krzysztof
- 1992: Cafe Romeo jako Bennie
- 2000: Ania z Zielonego Wzgórza: Dalsze losy jako Gilbert Blythe
- 2006: Empty Room

### Seriale TV
- 1986: Campbellowie (The Campbells) jako Kevin Sims
- 1988: Nowa seria Alfred Hitchcock przedstawia jako Rick Garrison
- 1992: Droga do Avonlea jako Gilbert Blythe
- 1999–2000: Twarda gra jako Hudson James
- 2000: Ziemia: Ostatnie starcie jako dr Field
- 2003–2006: Sekretny świat misia Beniamina jako Miś Benjamin (głos)
- 2015: Żona idealna jako inspektor Bill Frazier
- 2015: Przystań jako młody Dave